# Joanis Katsafados
Joanis (Janis) Katsafados, gr. Ιωάννης (Γιάννης) Κατσαφάδος (ur. 9 maja 1935 w Pireusie, zm. 2 marca 2020) – grecki polityk i prawnik, parlamentarzysta krajowy, w 1981 poseł do Parlamentu Europejskiego I kadencji.

## Życiorys
Studiował prawo, ekonomię i filozofię na Uniwersytecie Narodowym im. Kapodistriasa w Atenach, kształcił się też w zakresie filozofii na Uniwersytecie Panteion w tym mieście. Praktykował jako prawnik w Pireusie, opublikował również kilka książek oraz artykuły prasowe. Zaangażował się w działalność polityczną w ramach Nowej Demokracji. W latach 1974–1981 zasiadał w Parlamencie Hellenów I i II kadencji z okręgów zawierających Pireus. Od 1 stycznia do 2 listopada 1981 wykonywał mandat posła do Parlamentu Europejskiego w ramach delegacji krajowej. Pozostał niezrzeszony, należał do Komisji ds. Rozwoju i Współpracy.